# Departamento Rosario
Das Departamento Rosario liegt im Südosten der Provinz Santa Fe im Zentrum Argentiniens und ist eine von 19 Verwaltungseinheiten der Provinz. 
Es grenzt im Norden und Westen an die Departamentos San Lorenzo, im Osten an die Provinz Entre Ríos und im Süden an das Departamento Constitución. 
Die Hauptstadt des Departamento Rosario ist das gleichnamige Rosario.

## Bevölkerung
Nach Schätzungen des INDEC stieg die Einwohnerzahl von 1.121.441 Einwohnern (2001) auf 1.268.681 Einwohner im Jahre 2005.

## Städte und Gemeinden
Das Departamento Rosario ist in folgende Gemeinden aufgeteilt:
- Acebal
- Albarellos
- Álvarez
- Alvear
- Arminda
- Arroyo Seco
- Carmen del Sauce
- Coronel Bogado
- Coronel Rodolfo S. Domínguez
- Fighiera
- Funes
- General Lagos
- Granadero Baigorria
- Ibarlucea
- Pérez
- Piñero
- Pueblo Esther
- Pueblo Muñoz
- Pueblo Uranga
- Rosario
- Soldini
- Villa Amelia
- Villa Gobernador Gálvez
- Zavalla

Koordinaten: 32° 57′ S, 60° 42′ W